# Okja
Okja è un film del 2017 co-scritto e diretto da Bong Joon-ho.
Fanno parte del cast la giovane attrice coreana Ahn Seo-hyun, Tilda Swinton, Jake Gyllenhaal, Paul Dano, Lily Collins e Giancarlo Esposito.

## Trama
Nel 2007 Lucy Mirando diventa la nuova amministratrice della multinazionale Mirando Corporation, e annuncia pubblicamente di avere scoperto una nuova razza di maiale. Ventisei dei migliori "supermaiali" tratti da questa specie sono stati inviati in luoghi diversi intorno al mondo ed entro dieci anni di allevamento verrà selezionato il supermaiale migliore.
Nel 2017 il supermaiale meglio riuscito si rivela essere Okja, cresciuta nella campagna della Corea del Sud da una ragazzina di nome Mija e suo nonno. Il dottor Johnny Wilcox, zoologo e portavoce della Mirando, visita Okja insieme a Lucy e alla sua compagnia e considera Okja il supermaiale vincitore da presentare a New York. Il nonno di Mija la conduce alle tombe dei suoi genitori e le consegna un maialino d'oro massiccio. Solo quando è troppo tardi Mija capisce che il nonno l'ha distratta mentre la sua Okja viene portata via dalla Mirando per essere spedita negli Stati Uniti d'America.
Mija raggiunge Okja a Seul e, a seguito di uno scontro fra la Mirando e un gruppo del Fronte Liberazione Animali (FLA), Mija e Okja vengono condotti in salvo dal gruppo di animalisti ribelli. Jay, il leader dell'FLA, spiega a Mija che la Mirando ha mentito riguardo alle origini della specie di Okja, rivelando che i supermaiali sono frutto di orribili esperimenti genetici sugli animali e la multinazionale intende usare Okja per introdurre al mondo i supermaiali.
Riconoscendo che Okja appartiene a Mija, Jay le chiede aiuto per la realizzazione del suo piano contro la Mirando, che consiste nel nascondere un dispositivo di registrazione sotto l'orecchio di Okja, farla catturare dalla Mirando e filmare prove per esporre il maltrattamento di animali della società. Mija risponde di volere tornare a casa con Okja, ma il traduttore coreano del gruppo animalista, K, mente a Jay, dicendogli che la ragazza ha accettato, e questa viene così nuovamente separata da Okja. Per evitare una pessima pubblicità, Lucy rintraccia Mija e la convince a venire a New York, dove sarà pubblicamente riunita con Okja sul palco. Mija accetta con riluttanza e prende un volo per gli Stati Uniti.
Intanto Okja viene condotta dal dottor Wilcox in un laboratorio, dove viene fatta accoppiare con un altro supermaiale. Al termine dell'accoppiamento forzato, Wilcox, ubriaco, estrae da Okja un campione di carne dalla sua pelle per una prova di gusto nella quale gli assaggiatori giudicano la carne dei supermaiali succulenta. Jay e il resto dell'FLA hanno osservato con orrore il maltrattamento di Okja grazie al dispositivo nascosto, e solo in quel frangente K ammette che Mija non aveva acconsentito di fare parte del piano. Jay pesta a sangue K e decide di portare a termine la missione.
A New York la Mirando organizza una grande parata per la presentazione di Okja e vengono consegnati prodotti di carne di supermaiale gratuiti per le strade. Jay si incontra brevemente con Mija e le comunica che intende salvare Okja e riportarla a casa per rimediare. Sul palco, Lucy conduce Mija di fronte a Okja che, sfinita e traumatizzata dai maltrattamenti, non la riconosce e l'attacca azzannandole il braccio. Quando Jay tenta di colpire Okja, Mija lo ferma e a quel punto Okja riconosce la sua padroncina e si calma, mollando la presa. Tuttavia si scatena il caos quando l'FLA sabota la parata mostrando i maltrattamenti di Okja alla folla di gente, che si rivolta contro Lucy e Wilcox. Mija e l'FLA tentano di scappare con Okja, ma Nancy riprende il comando della Mirando e fa catturare Okja, mentre i membri dell'FLA vengono pestati e arrestati dalla polizia.
Jay e K riescono a scappare e portano Mija al mattatoio dei supermaiali per salvare Okja. Mija riesce a individuare Okja in mezzo agli altri supermaiali e, dopo avere attraversato la fabbrica osservando le bestie che vengono macellate, raggiunge Okja prima che un addetto la uccida. Mija, non sapendo parlare altre lingue, mostra al macellaio una vecchia foto di lei con Okja giovane. L'uomo si blocca, ma sopraggiunge Nancy, che ordina che Okja venga abbattuta e macellata. Mija riesce a salvare Okja acquistandola con il maialino d'oro che Nancy accetta.
Mentre Mija e Okja escono dal mattatoio, osservano gli altri supermaiali che vengono condotti al macello. Una coppia di supermaiali riesce a spingere il loro cucciolo attraverso la recinzione e Okja lo nasconde nella sua bocca. Tornata a casa, Mija può finalmente vivere in tranquillità insieme a suo nonno, Okja e il maialino salvato. In una scena dopo i titoli di coda, Jay viene scarcerato. Fuori dalla prigione Jay si ricongiunge con K ed entrambi si riuniscono all'FLA, preparandosi a sferrare un altro colpo alla Mirando.

## Produzione
È il secondo film distribuito da Netflix co-prodotto da Plan B Entertainment dopo War Machine con un budget complessivo che si aggira intorno ai 50 milioni di dollari.

## Distribuzione
Il primo teaser trailer è stato diffuso il 28 febbraio 2017. Il film è stato presentato in anteprima mondiale al Festival di Cannes 2017 e distribuito attraverso Netflix a partire dal 28 giugno dello stesso anno.

## Riconoscimenti
- Festival di Cannes 2017
  - In competizione per la Palma d'oro
- International Online Cinema Awards 2017
  - Candidatura per la migliore attrice non protagonista a Tilda Swinton
  - Candidatura per il miglior montaggio sonoro a Tae-young Choi
  - Candidatura per i migliori effetti visivi